# Marie-Paule Cani
Pour les articles homonymes, voir Cani (homonymie).
Marie-Paule Cani, née en 1965, est une informaticienne française, spécialiste de l’informatique graphique 3D.

## Biographie
Marie-Paule Cani naît en 1965. Ancienne élève de l'École normale supérieure (S1984), agrégée de mathématiques et docteur en informatique, elle est professeur à l'École polytechnique (communément appelée l'X) depuis 2017. Elle mène ses recherches au sein du Laboratoire d'Informatique de l'X (LIX). Elle  était auparavant professeure à l'institut polytechnique de Grenoble de 1995 à 2017.
Elle est spécialiste de l’informatique graphique 3D, de la synthèse de mondes virtuels animés et de contenus 3D complexes,,. Son directeur de thèse, Claude Puech, précise : « La synthèse d’images en informatique était assez balbutiante à l’époque et elle était considérée comme ne faisant pas partie du monde académique. Ce côté appliqué plaisait à Marie-Paule ». « J’y trouvais un moyen de faire rentrer dans mon métier ce qui me plaisait, le dessin et la sculpture », complète-t-elle. Elle utilise notamment le concept mathématique de surface implicite. C’est plus économe en calcul pour des objets mous comme un liquide, de la glaise, de la peau, etc. Ses approches sont utilisées par exemple par les créateurs de jeux vidéos pour animer des formes.   
Elle est membre junior de l'Institut universitaire de France de 1999 à 2004.  Également membre de l'association Femmes et sciences, elle veut renforcer la présence des femmes dans les  carrières scientifiques et fait du mentorat auprès des doctorantes.
En 2014-2015, elle est élue à la chaire annuelle d'Informatique et sciences numériques du Collège de France, créée en partenariat avec l'INRIA.
Depuis 2017, elle enseigne l'informatique à l'École polytechnique à Palaiseau.
En décembre 2019, elle est élue membre de l'Académie des sciences.

## Distinctions

### Prix
- Membre de l'Académie des sciences (2019)
- Médaille d'argent du CNRS (2012)[9]
- Prix Eurographics (2011)[10]
- Prix Irène-Joliot-Curie, catégorie prix du Mentorat (2007)[11]

### Décorations
- Officière de l'ordre national du Mérite Elle est promue officière par décret du 13 mai 2016[12]. Elle est chevalière du 19 octobre 2009.
- Chevalière de la Légion d'honneur en 2012, décorée par Brigitte Plateau[13]